# Långgöl (Mörlunda socken, Småland)
Långgöl är en sjö i Hultsfreds kommun i Småland och ingår i Emåns huvudavrinningsområde.